# Экспедиционная армия в Китае (Япония)
Сина хакэн-гун (яп. 支那派遣軍) — японская войсковая группировка, воевавшая в Китае в 1939 — 1945 годах.

## История
После инцидента у Лугоуцяо на помощь японской Гарнизонной армии в Китае была отправлена Экспедиционная армия в Шанхае. Усиленная впоследствии 10-й армией, она стала наступать от Шанхая вглубь материка и заняла Ханчжоу. В октябре 1937 года эти войска стали называться Центрально-Китайским фронтом. После взятия Нанкина они были переформированы в Центрально-Китайскую экспедиционную армию, а в сентябре 1939 года приказом № 362 за счёт объединения Центрально-Китайской экспедиционной армии и Северо-Китайского фронта была образована Экспедиционная армия в Китае со штаб-квартирой в Нанкине.
Северо-Китайский фронт продолжил существование в качестве подчинённой структуры со штаб-квартирой в Бэйпине, и отвечал за операции в Северном Китае от Хуанхэ до Великой стены, а также во Внутренней Монголии.
За операции в центральном и южном Китае стал отвечать 6-й фронт Помимо него существовало несколько отдельных армий, использовавшихся для гарнизонной службы, в качестве стратегического резерва или для отдельных операций, которые подчинялись непосредственно штаб-квартире в Нанкине.
К концу войны в составе Экспедиционной армии было порядка 1 055 700 человек, сведённых в одну танковую и 25 пехотных дивизий; также в её состав входили 22 отдельные бригады — 11 пехотных, 1 кавалерийская и 10 смешанных. К концу войны большая часть снаряжения и многие части были переведены на Тихоокеанский ТВД.
Экспедиционная армия в Китае капитулировала 15 августа 1945 года, однако её войска сохранили оружие, чтобы поддерживать порядок до прибытия войск Союзников.

## Список командного состава

### Командующие
|   | Имя                      | С                | По              |
| - | ------------------------ | ---------------- | --------------- |
| 1 | Генерал Тосидзо Нисио    | 22 сентября 1939 | 1 марта 1941    |
| 2 | Фельдмаршал Сюнроку Хата | 1 марта 1941     | 23 ноября 1944  |
| 3 | Генерал Ясудзи Окамура   | 23 ноября 1944   | 9 сентября 1945 |

### Начальникиштаба
|   | Имя                                 | С               | По              |
| - | ----------------------------------- | --------------- | --------------- |
| 1 | Генерал Сэйсиро Итагаки             | 4 сентября 1939 | 7 июля 1941     |
| 2 | Генерал-лейтенант Дзюн Усироку      | 17 июля 1941    | 17 августа 1942 |
| 3 | Генерал Масакадзу Кавабэ            | 17 августа 1942 | 18 марта 1943   |
| 4 | Генерал-лейтенант Такуро Мацуи      | 18 марта 1943   | 1 февраля 1945  |
| 5 | Генерал-лейтенант Асасабуро Кобаяси | 1 февраля 1945  | сентябрь 1945   |

## Состав
| - 21-я армия: генерал-лейтенант Рикити Андо (Кантон) - 18-я дивизия: - 55-й пехотный полк - 56-й пехотный полк - 114-й пехотный полк - 18-й горноартиллерийский полк (36 75-мм горных пушек) - 12-й инженерный полк - 18-е подразделение связи - 12-й транспортный полк - 38-я дивизия: - 228-й пехотный полк - 229-й пехотный полк - 3-й смешанный полк - 38-й горноартиллерийский полк (36 75-мм горных пушек) - 38-й инженерный полк - 38-е подразделение связи - 38-й транспортный полк - 104-я дивизия: - 108-й пехотный полк - 137-й пехотный полк - 161-й пехотный полк - 104-й кавалерийский полк - 104-й артиллерийский полк (36 75-мм пушек) - 104-й инженерный полк - 104-е подразделение связи - 104-й транспортный полк - Формозская смешанная бригада: - 1-й формозский пехотный полк - 2-й формозский пехотный полк - 21-й отдельный авиаотряд (организация неизвестна) - 13-я армия: генерал-лейтенант Susumu Fujita (Шанхай) - 15-я дивизия: - 51-й пехотный полк - 60-й пехотный полк - 67-й пехотный полк - 21-й артиллерийский полк (36 75-мм пушек) - 15-й инженерный полк - 15-е подразделение связи - 15-й транспортный полк - 17-я дивизия: - 53-й пехотный полк - 54-й пехотный полк - 2-й смешанный полк - Разведывательное подразделение дивизии - 23-й артиллерийский полк (36 75-мм пушек) - 17-й инженерный полк - 17-е подразделение связи - 17-й транспортный полк - 116-я дивизия: - 109-й пехотный полк - 120-й пехотный полк - 133-й пехотный полк - 120-й кавалерийский батальон - 122-й артиллерийский полк (36 75-мм пушек) - 116-й инженерный полк - 116-е подразделение связи - 116-й транспортный полк - 11-я отдельная смешанная бригада - 12-я отдельная смешанная бригада - 13-я отдельная смешанная бригада | - 11-я армия: генерал-лейтенант Yasuji Okamura (Hankou) - 3-я дивизия: - 6-й пехотный полк - 34-й пехотный полк - 68-й пехотный полк - 3-й кавалерийский полк - 3-й артиллерийский полк (27 75-мм пушек) - 3-й инженерный полк - 3-е подразделение связи - 3-й транспортный полк - 6-я дивизия: - 13-й пехотный полк - 25-й пехотный полк - 45-й пехотный полк - 6-й кавалерийский полк - 6-й артиллерийский полк (36 75-мм пушек) - 6-й инженерный полк - 6-е подразделение связи - 6-й транспортный полк - 13-я дивизия: - 65-й пехотный полк - 104-й пехотный полк - 116-й пехотный полк - Кавалерийское подразделение - 19-й горноартиллерийский полк (36 75-мм горных пушек) - 13-й инженерный полк - 13-е подразделение связи - 13-й транспортный полк - 33-я дивизия: - 213-й пехотный полк - 214-й пехотный полк - 215-й пехотный полк - 33-й горноартиллерийский полк (36 75-мм горных пушек) - 33-й инженерный полк - 33-е подразделение связи - 33-й транспортный полк - 34-я дивизия: - 216-й пехотный полк - 217-й пехотный полк - 218-й пехотный полк - 34-й разведывательный полк - 34-й артиллерийский полк (36 75-мм пушек) - 34-й инженерный полк - 34-е подразделение связи - 34-й транспортный полк - 39-я дивизия: - 231-й пехотный полк - 232-й пехотный полк - 233-й пехотный полк - 39-й разведывательный полк - 39-й артиллерийский полк (36 75-мм пушек) - 39-й инженерный полк - 39-е подразделение связи - 39-й транспортный полк - 40-я дивизия: - 234-й пехотный полк - 235-й пехотный полк - 236-й пехотный полк - 40-й разведывательный полк - 40-й артиллерийский полк (36 75-мм горных пушек) - 40-й инженерный отряд - 40-е подразделение связи - 40-е транспортное подразделение - 101-я дивизия: - 101-й пехотный полк - 102-й пехотный полк - 101-й кавалерийский полк - 101-й артиллерийский полк - 101-й инженерный полк - 101-е подразделение связи - 101-й транспортный полк - 106-я дивизия: - 111-й пехотный полк - 136-й пехотный полк - 106-й кавалерийский полк - 106-й артиллерийский полк - 106-й инженерный полк - 106-е подразделение связи - 106-й транспортный полк - 14-я отдельная смешанная бригада: - 243-й пехотный полк - 244-й пехотный полк - 245-й пехотный полк - 246-й пехотный полк - Подразделение связи |

| - Северокитайский фронт: генерал Hayao Tada (Пекин) - 27-я дивизия: - 1-й китайский гарнизонный пехотный полк - 2-й китайский гарнизонный пехотный полк - 3-й китайский гарнизонный пехотный полк - Разведывательное подразделение дивизии - 27-й горноартиллерийский полк (36 75-мм горных пушек) - 27-й инженерный полк - 27-е подразделение связи - 35-я дивизия: - 219-й пехотный полк - 220-й пехотный полк - 221-й пехотный полк - 25-е подразделение танкеток - 35-й артиллерийский полк (24 75-мм горных пушек) - 35-й инженерный полк - 35-е подразделение связи - 35-й транспортный полк - 108-я дивизия: - 240-й пехотный полк - 241-й пехотный полк - 242-й пехотный полк - 108-й артиллерийский полк (1 bn) - 108-й инженерный батальон - Рейдовый батальон - Инженерная рота - 2 конные транспортные роты - 1 моторизованная транспортная рота - 1 дивизионное подразделение связи - 1 дивизионное медицинское подразделение - 110-я дивизия: - 110-й пехотный полк - 139-й пехотный полк - 140-й пехотный полк - 163-й пехотный полк - 110-й кавалерийский батальон - 110-й инженерный полк - 110-е подразделение связи - 110-й транспортный полк - Кавалерийская группа (организация неизвестна) - 1-я отдельная смешанная бригада - 72-й отдельный пехотный батальон - 73-й отдельный пехотный батальон - 74-й отдельный пехотный батальон - 75-й отдельный пехотный батальон - 76-й отдельный пехотный батальон - Артиллерийское подразделение - Инженерное подразделение - Подразделение связи - 7-я отдельная смешанная бригада (организация неизвестна) - 8-я отдельная смешанная бригада - 31-й отдельный пехотный батальон - 32-й отдельный пехотный батальон - 33-й отдельный пехотный батальон - 34-й отдельный пехотный батальон - 35-й отдельный пехотный батальон - Артиллерийское подразделение - Инженерное подразделение - Подразделение связи - 15-я отдельная смешанная бригада (организация неизвестна) | - Гарнизонная армия во Внутренней Монголии: генерал-лейтенант Masataka Yamawaki (Wanchuan) - 26-я дивизия - 11-й отдельный пехотный полк - 12-й отдельный пехотный полк - 13-й отдельный пехотный полк - Разведывательное подразделение дивизии - 11-й отдельный артиллерийский полк (16 57--мм пушек, 4 105--мм & 4 150--мм гаубицы) - 26-й инженерный полк - 26-е подразделение связи - 26-й транспортный полк - 2-я отдельная пехотная бригада: - 1-й отдельный пехотный батальон - 2-й отдельный пехотный батальон - 3-й отдельный пехотный батальон - 4-й отдельный пехотный батальон - 5-й отдельный пехотный батальон - Артиллерийское подразделение - Инженерное подразделение - Подразделение связи - 12-я армия: генерал-лейтенант Sadakata Iida (Chinan) - 21-я дивизия: - 62-й пехотный полк - 82-й пехотный полк - 83-й пехотный полк - 21-я рота танкеток - 51-й горноартиллерийский полк (36 75-мм горных пушек) - 21-й инженерный полк - 21-е подразделение связи - 21-й транспортный полк - 22-я дивизия: - 84-й пехотный полк - 85-й пехотный полк - 86-й пехотный полк - Рота танкеток - 52-й горноартиллерийский полк (36 75-мм горных пушек) - 22-й инженерный полк - 22-е подразделение связи - 22-й транспортный полк - 32-я дивизия: - 210-й пехотный полк - 211-й пехотный полк - 212-й пехотный полк - 32-й артиллерийский полк (36 75-мм горных пушек) - 32-й инженерный полк - 32-е подразделение связи - 32-й транспортный полк - 5-я отдельная смешанная пехотная бригада: - 16-й отдельный пехотный батальон - 17-й отдельный пехотный батальон - 18-й отдельный пехотный батальон - 19-й отдельный пехотный батальон - 20-й отдельный пехотный батальон - Артиллерийское подразделение - Подразделение связи - 6-я отдельная смешанная пехотная бригада (организация неизвестна) - 10-я отдельная смешанная пехотная бригада (организация неизвестна) |

- 1-я армия: генерал-лейтенант Yoshio Shinozui (Yangchui)

| - 20-я дивизия: - 20-я пехотная группа - 78-й пехотный полк - 79-й пехотный полк - 80-й пехотный полк - 20-й разведывательный полк - 26-й артиллерийский полк (24—75-мм пушки & 24—105-мм гаубицы) - 20-й инженерный полк - 20-е подразделение связи - 20-й транспортный полк - 26-я дивизия: - 11-й отдельный пехотный полк - 12-й отдельный пехотный полк - 13-й отдельный пехотный полк - Разведывательное подразделение дивизии - 11-й отдельный артиллерийский полк (16 57--мм пушек, 4 105--мм & 4 150--мм гаубицы) - 26-й инженерный полк - 26-е подразделение связи - 26-й транспортный полк - 37-я дивизия: - 225-й пехотный полк - 226-й пехотный полк - 227-й пехотный полк - 37-й горноартиллерийский полк (36 75-мм горных пушек) - 37-й инженерный полк - 37-е подразделение связи - 37-й транспортный полк - 3-я отдельная смешанная пехотная бригада: - 6-й отдельный пехотный батальон - 7-й отдельный пехотный батальон - 8-й отдельный пехотный батальон - 9-й отдельный пехотный батальон - 10-й отдельный пехотный батальон - Артиллерийское подразделение - Инженерное подразделение - Подразделение связи | - 4-я отдельная смешанная пехотная бригада (организация неизвестна) - 9-я отдельная смешанная пехотная бригада: - 37-й отдельный пехотный батальон - 38-й отдельный пехотный батальон - 39-й отдельный пехотный батальон - 40-й отдельный пехотный батальон - Артиллерийское подразделение - Инженерное подразделение - Подразделение связи - 3-я авиационная бригада: (по состоянию на сентябрь 1939 года) - Управление 3-й авиабригады - 17-я отдельная авиабатарея (KO) - 44-й авиационный полк (KO) - 59-й авиационный полк (OTSU) - 75-й авиационный полк (HEI) - 16-е командование воздушного сектора - 35-й аэродромный батальон - 41-й аэродромный батальон - 57-й аэродромный батальон - 2-я аэродромная рота - 69-я аэродромная рота - Аэродромное подразделение связи - 16-е подразделение авиаразведки - 3-е полевое аэродромное строительное подразделение - 9-е полевое зенитное артиллерийское подразделение 1-й дивизии - 10-е полевое зенитное артиллерийское подразделение 1-й дивизии - 6-й полевой прожекторный отряд Охранной дивизии |